# Олег
Вижте пояснителната страница за други личности с името Олег.
Олег (или Хелгу) е полулегендарен варяжки военачалник, управлявал в Новгород (879 – 912), а след това в Киев, от името на Игор I, наследник на неговия родственик Рюрик.

## Живот
Смята се, че през 882 Олег превзема Смоленск. През 884 завладява и Киев, убивайки с измама местните князе Асколд и Дир. През 885 той подчинява северяните и радимичите, дотогава васали на Хазарския хаганат. Установил столицата си в Киев, Олег облага съседните славянски племена с тежки данъци.
Според Начална руска летопис, писана в началото на 12 век, през 907 Олег провежда успешен поход по суша и море към Константинопол. Изследователите поставят тези сведения под сериозно съмнение, тъй като за тях няма потвърждение във византийски или други източници. През този период се отбелязва само неуспешно нападение на руски морски разбойници (904), вероятно координирано с похода срещу Константинопол на арабския пират Лъв Триполитански. По-достоверни изглеждат сведенията за сключване на търговски договор между Олег и Византийската империя през 911.